# Kongregation der Heiligen Bathilde
Die Kongregation der Heiligen Bathilde (französisch: Bénédictines de Sainte-Bathilde oder Bénédictines de Vanves) ist eine Kongregation französischer Benediktinerinnen, die nach der heiligen Bathilde von Askanien benannt ist.

## Geschichte
Die Kongregation der Heiligen Bathilde geht zurück auf die Gründung einer Schwesterngemeinschaft durch Marguerite Waddington-Delmas (Ordensname: Bénédicte). Die Gründung erfolgte 1921 in Paris, offizialisiert 1926. Seit 1985 ist die Kongregation an die Kongregation von Subiaco und Montecassino assoziiert. Seit 1987 ist sie ein Institut päpstlichen Rechts.
Die Kongregation zählt derzeit etwa 150 Schwestern in 9 Häusern (in Frankreich, Madagaskar, Vietnam und Benin). Das Mutterhaus steht in Vanves.

## Klostergründungen
- 1921: Erster Konvent in der Rue de Ségur in Paris, 1928 Umzug nach Vanves in das Kloster Sainte-Bathilde
- 1934: Ambositra auf Madagaskar[1]
  - 1955: Mananjary
  - 1975: Joffreville in der Region Diana
- 1954: Buôn Ma Thuột in Vietnam, wechselte 1967 nach Thu-Duc bei  Saigon
  - 2000: Lôc-Nam, bei Đà Lạt
- 1956: Chemillé (in Fusion mit den letzten Schwestern von Fontevraud), wechselte 1961 nach Martigné-Briand in das Kloster Notre-Dame de Compassion
- 1966: Toffo im Département Atlantique in Benin
- 1968: Priorat Saint-Thierry